# Gare de Berjou
La gare de Berjou est une ancienne gare ferroviaire française de l'ancienne ligne de Caen à Cerisy-Belle-Étoile, située sur le territoire de la commune de Berjou, dans le département de l'Orne, en région Normandie.
Elle est mise en service en 1868 par la Compagnie des chemins de fer de l'Ouest et fermée à tout trafic en 1979.

## Situation ferroviaire

Plan des voies de la gare dans les années 1950

Établie à 67 mètres d'altitude, la gare de Berjou est située au point kilométrique (PK) 284,530 de l'ancienne ligne de Caen à Cerisy-Belle-Étoile, entre les gares de La Lande-Clécy et de Pont-Érambourg.
Elle est également la gare terminus (au PK 29,015) de la ligne de Falaise à Berjou, dont la gare précédente est celle de Cahan.

## Histoire
Le 9 novembre 1868, la Compagnie des chemins de fer de l'Ouest ouvre une ligne ferroviaire en direction de Berjou et s'embranchant sur la ligne Paris - Vire à Cerisy-Belle-Étoile. Cette courte ligne passant par Condé-sur-Noireau est prolongée jusqu'à la gare de Caen le 10 mai 1873. 
Le 15 avril 1874, la Compagnie des chemins de fer normands ouvre une ligne d'intérêt local longue de 29 km entre la gare de Falaise et Berjou. Trois ans après, la Compagnie des chemins de fer normands est placée en liquidation et l'exploitation de la ligne Falaise - Berjou est reprise par la Compagnie des chemins de fer de l'Ouest à partir du 1er janvier 1878. La gare de Berjou n'est dès lors plus desservie que par des trains de la Compagnie des chemins de fer de l'Ouest, puis par ceux de l'Administration des chemins de fer de l'État après le rachat de la compagnie en 1908.
La gare est désaffectée dans la deuxième partie du XXe siècle. Sur la ligne Falaise- Berjou, le trafic est limité à la section Berjou - Mesnil-Hubert, le 1er mars 1938, au moment de l'incorporation du réseau de l'État à la SNCF nouvellement créée. Le 3 novembre 1969, la ligne est totalement fermée. La ligne Caen - Flers a cessé son activité voyageur le 3 mai 1970, puis le trafic marchandise en décembre 1979. Des trains touristiques ont fréquenté la ligne Caen - Flers de 1991 à 1993. Aucun trafic ne passe plus aujourd'hui dans la gare de Berjou.